# لکسوس اس‌سی
لکسوس اس‌سی (Lexus SC) خودرویی است که در سال‌های ۱۹۹۱ تا ۲۰۱۰ در استان شیزوئوکا تولید شده‌است. طراحی آن موتور جلو-محور عقب بوده است.
در سال ۲۰۱۲، مجریان تخت‌گاز، جرمی کلارکسون و جیمز می، در ویژه‌برنامه‌ای به نام بدترین خودروی تاریخ جهان لکسوس اس‌سی ۴۳۰ را به‌عنوان بدترین خودروی جهان برگزیدند. آنها از هندلینگ، سواری و طراحی آن انتقاد کردند و می آن را "کاملا شیطانی" خواند و اظهار داشت که از یک تولیدکننده بزرگ بیشتر انتظار می‌رود.